# Aldair Playboy
Aldair Playboy, nome artístico de Aldair Brito da Silva (João Pessoa, 16 de julho de 1996), é um cantor e compositor brasileiro.

## Biografia
O sobrenome artístico "Playboy" vem da banda Swing dos Playboys, onde o paraibano cantou antes da carreira solo. Antes da fama, já trabalhou como gesseiro, servente de pedreiro e auxiliar de lava-jato.

## Carreira
Começou a se tornar conhecido em 2017, quando emplacou a música "Vai Toma" e popularizou o bordão "sinalzinho da amizade". Em abril de 2017, lançou seu primeiro álbum da carreira, intitulado Baile Transa Reggae. Em setembro do mesmo ano, lançou o segundo álbum, denominado Aldair Playboy e o Ritmo Transa Reggae.
Mas se tornou conhecido nacionalmente através da música "Amor Falso", que foi lançada em março de 2018. A canção ficou entre as mais tocadas no Brasil, Paraguai e Portugal. No Brasil, a música ficou bastante tempo em 1° lugar nas mais tocadas das rádios e plataformas musicais. O sucesso da música chamou a atenção do cantor Wesley Safadão, que Aldair recebeu a proposta de fazer uma versão da faixa com a sua participação e de Kevinho. O sucesso foi tanto que o cantor assinou contrato e passou a ter a carreira gerenciada pela recifense Luan Promoções, que cuida de artistas como Wesley Safadão, Gabriel Diniz e Márcia Fellipe. Após todo o sucesso anterior, em junho lançou outro single, "Ainda Te Amo". Em setembro do mesmo ano, lançou seu primeiro EP, denominado Batidão Do Playboy.
Em janeiro de 2019, lançou outro EP, intitulado Batidão do Playboy 2. Em abril de 2019, foi lançado o terceiro EP do cantor, denominado Baile do Playboy. No mesmo dia, foi lançado o primeiro single do EP: Combate, em parceria com MC WM.

## Vida pessoal
É casado com Raíssa Lopes, com quem possui 5 filhos: Davi, Joaquim, Radassa, Guilherme e Liz.

## Discografia

### Álbuns de estúdio
| Álbum                                  | Detalhes |
| -------------------------------------- | --- |
| Baile Transa Reggae                    | - Lançamento: 4 de abril de 2017 - Plataforma: CD e download digital - Gravadora: Jl Entretimento               |
| Aldair Playboy e o Ritmo Transa Reggae | - Lançamento: 18 de setembro de 2017 - Plataforma: CD e download digital - Gravadora: Valmir Mendonça Produções |

### Extended plays
| Álbum                | Detalhes                                                                                        |
| -------------------- | ----------------------------------------------------------------------------------------------- |
| Batidão do Playboy   | - Lançamento: 21 de setembro de 2018 - Plataforma: Download digital - Gravadora: Aldair Playboy |
| Batidão do Playboy 2 | - Lançamento: 18 de janeiro de 2019 - Plataforma: Download digital - Gravadora: Universal Music |
| Baile do Playboy     | - Lançamento: 26 de abril de 2019 - Plataforma: Download digital - Gravadora: Universal Music   |

### Singles
| Ano  | Título                                      |
| ---- | ------------------------------------------- |
| 2017 | "Sarrando Nela"                             |
| 2018 | "Amor Falso"                                |
| 2018 | "Ainda Te Amo"                              |
| 2019 | "Pode Me Bloquear" (part. Marília Mendonça) |
| 2019 | "Combate" (part. MC WM)                     |

### Como artista convidado
| Ano  | Título                                           | Certificações |
| ---- | ------------------------------------------------ | ------------- |
| 2018 | "Amor Falso" (com Wesley Safadão e Kevinho)      | Diamante      |
| 2018 | "Deixa Eu Te Fazer Feliz" (part. Márcia Fellipe) | Platina       |

## Prêmios e indicações
| Ano  | Prêmio                         | Categoria       | Indicação    | Resultado | Ref.   |
| ---- | ------------------------------ | --------------- | ------------ | --------- | ------ |
| 2018 | Prêmio Contigo! de TV          | Música do Ano   | "Amor Falso" | Venceu    | [ 19 ] |
| 2019 | MTV Millennial Awards (Brasil) | Hino de Karaokê | "Amor Falso" | Indicado  | [ 20 ] |